# Liste von Hochschulen in Sachsen
Dieser Artikel listet alle Hochschulen in Sachsen auf.

## Universitäten
In Sachsen existieren vier Universitäten, von denen drei Technische Universitäten sind. Sie befinden sich in Chemnitz, Dresden, Freiberg und Leipzig. Neben diesen gibt es außerdem zwei privat getragene und den Universitäten gleichgestellte Hochschulen in Dresden und Leipzig. Die ebenfalls universitären Kunsthochschulen werden gesondert gelistet.
Die Technischen Universitäten wurden nicht im universitären Stand gegründet, sondern erhielten das Promotions- und Habilitationsrecht erst später. Die kursive Jahreszahl bezieht sich auf das Jahr der Ernennung zur Universität nach heutigem Ermessen.
| Logo | Name                                         | Träger    | Erstgründung | Gründung | Fakultäten | Studenten | Stand      |
| ---- | -------------------------------------------- | --------- | ------------ | -------- | ---------- | --------- | ---------- |
|      | Technische Universität Chemnitz              | Staatlich | 1836         | 1963     | 8          | 9.670     | WS 2021/22 |
|      | Technische Universität Dresden               | Staatlich | 1828         | 1871     | 14         | 29.286    | WS 2021/22 |
|      | Technische Universität Bergakademie Freiberg | Staatlich | 1765         | 1899     | 6          | 3.574     | WS 2021/22 |
|      | Universität Leipzig                          | Staatlich | 1409         |          | 14         | 29.927    | WS 2021/22 |
|      | Handelshochschule Leipzig                    | Privat 1  | 1898         | 1992     | –          | 737       | WS 2021/22 |
|      | Dresden International University             | Privat 2  | 2003         |          | –          | 1.382     | WS 2021/22 |

## Kunsthochschulen
Von den Kunsthochschulen in Sachsen befinden sich vier in Dresden und zwei in Leipzig. Sie sind teils universitäre Hochschulen, die sich mit Bildender Kunst, Darstellender Kunst und Musik in Forschung und Lehre befassen. Daneben befassen sich auch die beiden großen Universitäten in Dresden und Leipzig mit Kunsttheorie und insbesondere der Literatur.
| Logo | Name                                                                   | Träger      | Gründung | Studenten | Stand      |
| ---- | ---------------------------------------------------------------------- | ----------- | -------- | --------- | ---------- |
|      | Hochschule für Bildende Künste Dresden                                 | Staatlich   | 1764     | 549       | WS 2021/22 |
|      | Palucca Hochschule für Tanz Dresden                                    | Staatlich   | 1925     | 170       | WS 2021/22 |
|      | Hochschule für Musik Carl Maria von Weber Dresden                      | Staatlich   | 1856     | 742       | WS 2021/22 |
|      | Hochschule für Grafik und Buchkunst Leipzig                            | Staatlich   | 1764     | 521       | WS 2021/22 |
|      | Hochschule für Musik und Theater „Felix Mendelssohn Bartholdy“ Leipzig | Staatlich   | 1843     | 1.084     | WS 2021/22 |
|      | Hochschule für Kirchenmusik Dresden                                    | Kirchlich 3 | 1949     | 27        | WS 2021/22 |

## Fachhochschulen
Hochschulen für angewandte Wissenschaften sind Hochschulen mit praxisorientierter Forschung und Lehre. Die in Sachsen vorhandenen Hochschulen dieser Art werde im Folgenden zur Vergleichbarkeit in allgemeine und spezialisierte Hochschulen unterschieden.

### Allgemeine Hochschulen für angewandte Wissenschaften
Allgemeine Hochschulen für angewandte Wissenschaften decken ein breiteres Themenfeld verschiedener Wissenschaften ab. Ähnlich wie Universitäten sind sie dazu in Fakultäten oder Fachbereiche gegliedert. Sie befinden sich in Dresden, Leipzig, Mittweida und Zwickau, sowie in Zittau und Görlitz. Sie entstanden nach 1990 bei der Neufassung der sächsischen Hochschullandschaft häufig durch Zusammenlegung mit vorhandenen höheren Lehranstalten (zum Beispiel Ingenieurschulen) und auch universitären Einrichtungen.
| Logo | Name                                                    | Träger    | Gründung | Studiengänge | Fakultäten | Studenten | Stand      |
| ---- | ------------------------------------------------------- | --------- | -------- | ------------ | ---------- | --------- | ---------- |
|      | Hochschule für Technik und Wirtschaft Dresden 4         | Staatlich | 1992     | 26           | 8          | 4.830     | WS 2021/22 |
|      | Hochschule für Technik, Wirtschaft und Kultur Leipzig 4 | Staatlich | 1992     | 44           | 7          | 6.529     | WS 2021/22 |
|      | Hochschule Mittweida 4                                  | Staatlich | 1867     | 26           | 6          | 6.849     | WS 2021/22 |
|      | Westsächsische Hochschule Zwickau 4                     | Staatlich | 1897     | 51           | 8          | 3.102     | WS 2021/22 |
|      | Hochschule Zittau/Görlitz 4                             | Staatlich | 1992     | 30           | 8          | 2.657     | WS 2021/22 |
|      | Fachhochschule Dresden 5                                | Privat    | 2010     | 7            | 3          | 550       | WS 2021/22 |

### Spezialisierte Hochschulen für angewandte Wissenschaften
| Logo | Name                                                                                         | Träger       | Gründung | Studenten | Stand    |
| ---- | -------------------------------------------------------------------------------------------- | ------------ | -------- | --------- | -------- |
|      | EBC Hochschule Leipzig                                                                       | Privat 8     |          | –         | –        |
|      | Evangelische Hochschule Moritzburg (2020 Zusammengehen mit Evangelischer Hochschule Dresden) | Kirchlich 9  | 1872     | –         | –        |
|      | Evangelische Hochschule Dresden                                                              | Kirchlich 10 | 1991     | 828       | WS 24/25 |

### Hochschulen für den öffentlichen Dienst
| Logo | Name                                                              | Träger    | Gründung | Studenten | Stand      |
| ---- | ----------------------------------------------------------------- | --------- | -------- | --------- | ---------- |
|      | Fachhochschule für öffentliche Verwaltung und Rechtspflege Meißen | Staatlich | 1991     | 1.092     | WS 2021/22 |
|      | Hochschule der Sächsischen Polizei (FH) Rothenburg/Oberlausitz    | Staatlich | 1994     | –         | –          |